# Campeonato Mundial de Natação em Piscina Curta de 2018 - 800 m livre feminino
A prova dos 800 metros nado livre feminino do Campeonato Mundial de Natação em Piscina Curta de 2018 foi disputado entre os dias 12 e 13 de dezembro de 2018, no Hangzhou Sports Park Stadium, em Hangzhou, na China. 

## Recordes
Antes desta competição, os recordes mundiais e do campeonato nesta prova eram os seguintes:
|                       | Nome            | Nacionalidade | Tempo   | Local  | Data                  |
| --------------------- | --------------- | ------------- | ------- | ------ | --------------------- |
| Recorde mundial       | Mireia Belmonte | Espanha       | 7:59.34 | Berlim | 10 de agosto de 2013  |
| Recorde do campeonato | Mireia Belmonte | Espanha       | 8:03.41 | Doha   | 4 de dezembro de 2014 |

## Medalhistas
| Ouro                 | Prata                   | Bronze           |
| Wang Jianjiahe (CHN) | Simona Quadarella (ITA) | Leah Smith (AUS) |

## Resultados

### Eliminatórias
As eliminatórias ocorreram dia 12 de dezembro com um total de 33 nadadoras. 
| Colocação | Bateria | Raia | Nadadora               | Nacionalidade   | Tempo    | Notas            |
| --------- | ------- | ---- | ---------------------- | --------------- | -------- | ---------------- |
| 1         | 4       | 4    | Wang Jianjiahe         | China           | 8:07.59  | Q                |
| 2         | 3       | 6    | Leah Smith             | Estados Unidos  | 8:12.28  | Q                |
| 3         | 3       | 4    | Sarah Köhler           | Alemanha        | 8:15.15  | Q                |
| 4         | 4       | 2    | Simona Quadarella      | Itália          | 8:16.68  | Q                |
| 5         | 3       | 5    | Li Bingjie             | China           | 8:16.75  | Q                |
| 6         | 3       | 3    | Anna Egorova           | Rússia          | 8:19.45  | Q                |
| 7         | 4       | 1    | Hayley Anderson        | Estados Unidos  | 8:19.52  | Q                |
| 8         | 3       | 2    | Mayuko Goto            | Japão           | 8:19.93  | Q                |
| 9         | 4       | 7    | Yukimi Moriyama        | Japão           | 8:22.23  |                  |
| 10        | 3       | 7    | Jimena Pérez           | Espanha         | 8:24.65  |                  |
| 11        | 3       | 8    | Katja Fain             | Eslovênia       | 8:25.89  |                  |
| 12        | 2       | 5    | Tamila Holub           | Portugal        | 8:29.58  |                  |
| 13        | 4       | 8    | Diana Durães           | Portugal        | 8:30.12  |                  |
| 14        | 3       | 1    | Marlene Kahler         | Áustria         | 8:31.49  |                  |
| 15        | 4       | 0    | Caitlin Deans          | Nova Zelândia   | 8:35.26  |                  |
| 16        | 2       | 4    | Beril Böcekler         | Turquia         | 8:36.33  |                  |
| 17        | 3       | 0    | Ho Nam Wai             | Hong Kong       | 8:39.55  |                  |
| 18        | 3       | 9    | Hayley McIntosh        | Nova Zelândia   | 8:40.35  |                  |
| 19        | 4       | 9    | Hanna Eriksson         | Suécia          | 8:43.36  |                  |
| 20        | 2       | 2    | Souad Cherouati        | Argélia         | 8:44.73  |                  |
| 21        | 2       | 6    | Delfina Dini           | Argentina       | 8:44.81  |                  |
| 22        | 2       | 3    | María Bramont-Arias    | Peru            | 8:49.41  |                  |
| 23        | 2       | 1    | Chen Szu-an            | Taipé Chinesa   | 8:54.36  |                  |
| 24        | 2       | 7    | Laura Benková          | Eslováquia      | 8:54.71  |                  |
| 25        | 2       | 9    | Kristina Miletić       | Croácia         | 8:55.97  |                  |
| 26        | 2       | 0    | Rosalee Mira Santa Ana | Filipinas       | 9:01.90  | Recorde nacional |
| 27        | 1       | 3    | Therese Soukup         | Seicheles       | 9:22.68  |                  |
| 28        | 1       | 4    | Tiana Rabarijaona      | Madagáscar      | 9:44.98  |                  |
| 29        | 1       | 5    | Sonja Kapedani         | Albânia         | 10:04.17 |                  |
| 30        | 2       | 8    | Talita Te Flan         | Costa do Marfim | DNS      |                  |
| 30        | 4       | 3    | Ariarne Titmus         | Austrália       | DNS      |                  |
| 30        | 4       | 5    | Boglárka Kapás         | Hungria         | DNS      |                  |
| 30        | 4       | 6    | Maddy Gough            | Austrália       | DNS      |                  |

### Final
A final foi realizada em 13 de dezembro. 
| Colocação         | Raia | Nadadora          | Nacionalidade  | Tempo   | Notas            |
| ----------------- | ---- | ----------------- | -------------- | ------- | ---------------- |
| Medalha de ouro   | 4    | Wang Jianjiahe    | China          | 8:04.35 |                  |
| Medalha de prata  | 6    | Simona Quadarella | Itália         | 8:08.03 |                  |
| Medalha de bronze | 5    | Leah Smith        | Estados Unidos | 8:08.75 |                  |
| 4                 | 2    | Li Bingjie        | China          | 8:09.81 |                  |
| 5                 | 3    | Sarah Köhler      | Alemanha       | 8:10.54 | Recorde nacional |
| 6                 | 7    | Anna Egorova      | Rússia         | 8:12.65 |                  |
| 7                 | 1    | Hayley Anderson   | Estados Unidos | 8:18.70 |                  |
| 8                 | 8    | Mayuko Goto       | Japão          | 8:22.10 |                  |

Legenda
| Recorde mundial       | Recorde mundial (World record)               |                       | Recorde africano                      | Recorde africano (African) |                                           | Q | Classificado por posição (Qualified) |
| Recorde do campeonato | Recorde do campeonato (Championship record)  | Recorde da América    | Recorde da América (Americas)         | q                          | Classificado por melhor tempo (Qualified) |   |                                      |
| Melhor marca do ano   | Melhor marca do ano (World leading)          | Recorde asiático      | Recorde asiático (Asian)              | DNS                        | Não largou (Did not start)                |   |                                      |
| Recorde nacional      | Recorde nacional (National record)           | Recorde europeu       | Recorde europeu (European)            | DNF                        | Não terminou (Did not finish)             |   |                                      |
| Recorde pessoal       | Recorde pessoal do atleta (Personal best)    | Recorde da Oceania    | Recorde da Oceania (Oceania)          | DSQ / DQ                   | Desclassificado (Disqualified)            |   |                                      |
| Recorde da temporada  | Recorde da temporada do atleta (Season best) | Recorde sul-americano | Recorde sul-americano (South America) | NM                         | Sem marca (No mark)                       |   |                                      |